# Montanidion
Montanidion là một chi nhện trong họ Theridiidae.